# Ion Boițeanu
N. Ion Boițeanu (* 10. Oktober 1885; † 5. April 1946) war ein Offizier und zuletzt Generalleutnant im Königreich Rumänien, der unter anderem von August bis November 1944 Minister für nationale Kultur und Kulte sowie im September 1944 kurzzeitig kommissarischer Justizminister war.

## Leben
Ion N. Boițeanu absolvierte eine Offiziersausbildung und wurde daraufhin in die Königliche Armee übernommen. Nach der Teilnahme an den Balkankriegen (1913 und 1913) und am Ersten Weltkrieges folgten zahlreiche Verwendungen als Offizier und Stabsoffizier. Er wurde am 10. Mai 1925 zum Oberstleutnant (Locotenent-colonel) sowie am 10. Mai 1931 zum Oberst (Colonel) befördert und war zeitweise Kommandeur des 35. Artillerieregiments. Nach weiteren Dienstposten wurde er am 31. März 1938 zum Brigadegeneral (General de brigadă) befördert und übernahm zwischen dem 10. Februar 1941 und dem 10. Februar 1942 die Funktion als Generalsekretär im Ministerium für nationale Verteidigung, wobei er in dieser Verwendung am 24. Januar 1942 seine Beförderung zum Generalmajor (General de divizie) erhielt. Im weiteren Verlauf des Zweiten Weltkrieges war er als Nachfolger von Brigadegeneral Ioan Arhip zwischen dem 10. Februar 1942 und seiner Ablösung durch Generalmajor Corneliu Calotescu am 18. März 1943 Kommandeur der 3. Infanteriedivision (Diviziei a 3-a) sowie vom 18. März bis zum 25. Mai 1943 Kommandeur der 19. Infanteriedivision (Diviziei a 19-a). Danach fungierte er zwischen dem 25. Mai und dem 7. August 1943 kommissarischer Kommandeur des Kavalleriekorps (Corpul de Cavalerie) sowie vom 10. August 1943 bis zu seiner Ablösung durch Generalleutnant Radu Gheorghe am 4. April 1944 Kommandeur des I. Korps (Corpul 1 Armată). Er wurde auf diesem Posten am 24. Januar 1944 zum Generalleutnant (General de corp de armată) befördert und war als Nachfolger von Brigadegeneral Ion Codreanu zwischen dem 4. April und dem 23. August 1944 Direktor der Militärhochschule (Înaltei Școli Militare).
Nach dem königlichen Staatsstreich am 23. August 1944 übernahm Boiţeanu im Kabinett von Ministerpräsident Constantin Sănătescu das Amt als Minister für nationale Kultur und Kulte (Ministrul Culturii Naționale și Cultelor) und bekleidete dieses Ministeramt bis zum 3. November 1944. Zugleich fungierte er zwischen dem 1. und 7. September 1944 kurzzeitig als Justizminister (Ministrul Justiției). Nach seinem Ausscheiden aus der Regierung wurde er am 3. Dezember 1944 als Nachfolger von Generalmajor Scarlat Nicolae Stoenescu Kommandeur des IV. Korps (Corpul 4 Armată) und behielt dieses Kommando bis zu seiner Ablösung durch Generalmajor Agricola Filip am 8. April 1945, wenngleich er bereits am 27. März 1945 in den Ruhestand getreten war.

## Hintergrundliteratur
- Charles D. Pettibone: The Organization and Order Or Battle of Militaries in World War II. Germany’s and Imperial Japan’s Allies & Puppet States, Band VII, 2012, ISBN 978-1-4669-0350-0 (Onlineversion (Auszug))